# Memecylon fragrans
Memecylon fragrans är en tvåhjärtbladig växtart som beskrevs av Abílio Fernandes och Rosette Mercedes Saraiva Batarda Fernandes. Memecylon fragrans ingår i släktet Memecylon och familjen Melastomataceae. Inga underarter finns listade i Catalogue of Life.